# Leptotarsus regulus
Leptotarsus regulus är en tvåvingeart som först beskrevs av Alexander 1943.  Leptotarsus regulus ingår i släktet Leptotarsus och familjen storharkrankar.
Artens utbredningsområde är Ecuador. Inga underarter finns listade i Catalogue of Life.